# کانی مامر
کانی مامر یکی از روستاهای شهرستان بانه در استان کردستان است که در فاصلهٔ ٢ کیلومتری مرز ایران و عراق است.